# Keorapetse Kgositsile
Keorapetse William Kgositsile (né le 19 septembre 1938 à Johannesbourg, et mort à Parktown le 3 janvier 2018)  est un poète et militant politique sud africain. Il fut un membre influent du Congrès national africain pendant les années 1960 et 1970.
Il a vécu en exil aux États-Unis de 1962 à 1975, point culminant de sa carrière littéraire.
Il est le père du rappeur américain Earl Sweatshirt (Thebe Neruda Kgositsile) ancien membre du groupe Odd Future.

## Biographie
Kgositsile fit des études approfondies de la culture et de la littérature afro-américaine et s'intéressa notamment au jazz. Pendant les années 1970, il était l'une des figures phares de la poésie afro-américaine, en mettant en valeur l'Afrique tout en faisant reconnaître la poésie en tant qu'art de la scène : Kgositsile  était célèbre pour ses lectures dans les clubs de jazz new-yorkais.
Il fut l'un des premiers auteurs à rapprocher la poésie africaine de la poésie afro-américaine et était de ce fait l'un des poètes pionniers du panafricanisme.

### Jeunesse
Kgositsile est né à Johannesbourg et a grandi dans une petite cabane adossée à une maison d'un quartier blanc. Sa première expérience de l'apartheid (à part le fait de devoir aller à l'école hors de son quartier) fut un conflit avec une famille blanche voisine après s'être battu avec un camarade blanc. Pour Kgositsile, l'âge adulte, c'est-à-dire "être une grande personne nègre" signifiait avant tout faire son entrée dans l'apartheid.
Kgositsile était élève au lycée Matibane à Johannesbourg. Pendant sa scolarité, il parvint, non sans difficulté, à se procurer des livres de Langston Hughes ou de Richard Wright. C'est sous leur influence, ainsi que sous celle d'auteurs européens tels que Charles Dickens ou D. H. Lawrence qu'il commença à écrire des histoires, sans cependant nourrir à l'époque d'ambitions professionnelles.
À la sortie du lycée, il s'essaya à divers métiers avant d'écrire à titre professionnel. Son premier emploi fut pour le journal politique (en) New Age (en). Ses contributions étaient aussi bien journalistiques que poétiques. Les poèmes de l'époque faisaient déjà poindre ce que serait l'œuvre de la vie de Kgositsile, une combinaison de lyrisme et d'un appel aux armes sans détour, comme les quelques lignes suivantes, extraites de "Dawn" (l'aube) le montrent :
Remember in baton boot and bullet ritual

The bloodhounds of Monster Vorster wrote

SOWETO over the belly of my land

with the indelible blood of infants

So the young are no longer young

Not that they demand a hasty death
L'intérêt que portait Kgositsile à la fiction s'est vite estompé au profit de la poésie. Comme il le dira lui-même : "Dans une situation d'oppression, l'écriture ne peut être que didactique : soit elle est un outil d'oppression, soit elle est un instrument de libération".

### Les années d'exil
En 1961, subissant une pression considérable, tant à titre personnel que sous le coup des efforts faits par le gouvernement pour faire fermer le journal New Age, le congrès national africain, dont Kgositsile était membre, lui demanda de quitter le pays.
Il fit d'abord étape à Dar es salaam, où il écrivit pour le magazine Spearhead (qui n'a aucun rapport avec le magazine britannique homonyme), avant d'émigrer pour les États-Unis. Ils étudia dans diverses universités, à commencer par la Lincoln University en Pennsylvanie, où il "passait beaucoup de temps à la bibliothèque, essayant de lire toute la littérature afro-américaine qui [lui] tombait sous la main".
Après avoir étudié à l'Université du New Hampshire puis à The New School, Kgositsile choisit d'effectuer un Master of Fine Arts(diplôme de beaux arts) en écriture à l'Université Columbia.
C'est à cette période qu'il publia son premier recueil de poèmes, Spirits Unchained (les esprits libérés). Ce recueil fut accueilli positivement et Kgositsile fut récompensé à cette occasion, par le Conseil Culturel de Harlem d'une part et par le Fonds National pour les Arts d'autre part.
En 1971, il obtint son diplôme de l'Université Columbia. Il choisit de rester à New York, où il enseignait. C'est alors qu'il commença à organiser les lectures qui l'ont rendu célèbre, dans des clubs de jazz du centre ville, pour le compte d'un mouvement culturel afro-américain, le Uptown Black Arts Movement.
L'ouvrage le plus célèbre de Kgositsile, My Name Is Afrika fut publié cette année-là. Les réactions à cet ouvrage, dont une introduction à un livre de Gwendolyn Brooks firent de Kgositsile l'une des figures majeures de la poésie afro-américaine. The Last Poets, groupe afro-américain révolutionnaire, tire son nom de l'un de ses textes.
Le jazz avait une importance toute particulière dans la culture afro-américaine au sens de Kgositsile et dans sa contribution personnelle à celle-ci. Il eut l'occasion de rencontrer John Coltrane, Nina Simone, Billie Holiday, B.B. King et bien d'autres dans les clubs de jazz new-yorkais. Plusieurs de ses poèmes leur sont consacrés ou adressés. Le jazz était essentiel dans la thèse la plus influente de Kgositsile : celle d'une diaspora mondiale africaine, unie par un style musical.
À propos de cette esthétique noire qu'il recherchait et qu'il célébrait, il écrivit ceci :
There is nothing like art—in the oppressor's sense of art. There is only movement. Force. Creative power. The walk of Sophiatown tsotsi or my Harlem brother on Lenox Avenue. Field Hollers. The Blues. A Trane riff. Marvin Gaye or mbaqanga. Anguished happiness. Creative power, in whatever form it is released, moves like the dancer's muscles.
Soit approximativement :
Il n'y a pas d'art à proprement parler, au sens où l'oppresseur l'entend. Il n'y a que du mouvement. De la force. Une puissance créative. Le pas d'un voyou de Sophiatown ou d'un de mes frères d'Harlem sur Lenox Avenue. Le blues. Un riff de Trane. Marvin Gaye ou du mbaqanga. De la joie angoissée. La puissance créative, quelle que soit la façon dont elle est libérée, se déplace, comme les muscles d'un danseur.
Pouvoir se libérer d'une sensibilité esthétique blanche contraignante et découvrir la sensation rythmique commune aux noirs du monde entier étaient, pour Kgositsile, deux facettes d'un seul et même problème.
Kgositsile, pendant son séjour à New York, devint également actif sur scène, en fondant le Black Arts Theatre (Théâtre des arts afro-américains), à Harlem. Il considérait le théâtre noir comme une activité fondamentalement révolutionnaire, dont l'objectif devait être la suppression des préjugés, responsables de la vision péjorative du peuple noir, tant du point de vue des blancs que du point de vue des noirs eux-mêmes. Il tint les propos suivant à ce sujet :
We will be destroying the symbols which have facilitated our captivity. We will be creating and establishing symbols to facilitate our necessary and constant beginning.
Soit approximativement :
Nous détruirons les symboles qui ont favorisé notre captivité. Nous créerons puis nous installerons des symboles pour favoriser notre éveil nécessaire et permanent.
Le Black Arts Theatre était partie intégrante d'un projet plus ambitieux visant à la création d'une force littéraire noire qui n'aurait pas peur de militer. Kgositsile était opposé à l'idée d'un mouvement tel que la Négritude, qu'il considérait comme étant une vision purement esthétique de la culture noire. En effet, celle-ci était selon lui dépendante des schémas de l'esthétique blanche. Kgositsile décrivait cette interdépendance par l'expression "forniquer avec l'œil blanc" (fornicating with the white eye). La mise en place de ce projet eut lieu lorsque Kgositsile enseignait à Columbia, au début des années 1970. Pendant cette période, il partit brièvement travailler pour le magazine Black Dialogue Magazine.
En 1975, Kgositsile décida de retourner vivre en Afrique malgré sa carrière américaine florissante. Il fut embauché en tant que professeur à l'Université de Dar es Salaam, en Tanzanie. En 1978, il se maria à Baleka Mbete, une autre exilée de l'ANC qui vivait en Tanzanie. Encore en exil, il reprit ses actions au sein de l'ANC, en fondant en 1977 le service de l'éducation puis en 1983 le service des arts et de la culture, avant d'en devenir secrétaire adjoint en 1987.
Kgositsile enseigna dans plusieurs écoles de différents pays d'Afrique, dont le Kenya, le Botswana ou la Zambie. Pendant cette période, il était banni d'Afrique du Sud. En 1990, le COSAW (Congrès des Écrivains Sud-Africains), dont il était déjà membre, décida d'essayer de publier l'une de ses œuvres en Afrique du Sud. Ce fut un succès : Un recueil de poèmes choisis parmi des œuvres antérieures, When the Clouds Clear (lorsque les nuages disparaitront) fut édité.

### Retour en Afrique du Sud
En juillet 1990, après 29 années d'exil, Kgositsile revint en Afrique du Sud. Il découvrit un pays radicalement différent de celui qu'il avait quitté, transformé par le début de la fin de l'apartheid, par la libération puis par la victoire de Nelson Mandela. Malgré cela, lors de son retour en 1990, le pays était encore plongé dans la confusion, en particulier pour les écrivains, artistes et autres intellectuels de retour d'exil. Dans un essai de 1991 intitulé "Crossing Borders Without Leaving" (franchir des frontières sans partir), Kgostitsile raconte sa première excursion à Johannesbourg, avec le soutien du COSAW : « Ici vivent mes collègues et mes hôtes. Pourriez-vous supporter cela? Hôtes! Dans mon propre pays. » Ce n'est plus son pays : « Je n'ai pas de souvenirs ici. Les rues de Johannesbourg ne me reconnaissent pas. Je ne peux pas non plus me les approprier. » Malgré cela, son retour au pays fut considéré comme celui d'un héros par les jeunes militants et écrivains noirs :
La plupart du temps, lorsque nous nous rencontrions, ils laissaient échapper un petit rire amusé ou un sourire malicieux lorsque nous nous serrions la main, nous embrassions ou nous étreignions (en fonction de leur sexe). Lorsque je cherchais à savoir quelle était la blague afin que nous puissions partager, si je la trouvais drôle également, l'un (ou plusieurs) d'entre eux récitait un extrait d'un de mes textes, sans faute et en imitant ma voix si bien qu'en écoutant la récitation sans voir l'orateur, j'aurais probablement dit : « Je me demande à quel moment j'ai pu enregistrer ça ».
Malgré ce sentiment de distance prise avec le pays, Kgositsile replongea immédiatement dans la politique et dans le militantisme culturel et déclara bientôt que les changements qui avaient eu lieu n'étaient pas suffisants. Dans un entretien accordé en 1992, il déclara : « La réalité, c'est que l'Afrique du Sud qui a discriminé à l'extrême les noirs existe toujours ». Kgositsile critiqua rapidement les leaders, blancs comme noirs, pour s'en tenir au statu quo, accusant notamment l'ANC d'« être criminellement réticent lorsqu'il s'agit de la culture et de sa place dans la société ou son rôle dans la lutte ». Au début des années 1990, il fut le vice-président du COSAW, joua un rôle de tuteur pour aider les jeunes écrivains dans leurs carrières, tout en continuant à critiquer ouvertement la politique de l'Afrique du Sud.
Les poèmes les plus récents de Kgositsile appellent plus au débat et sont sans doute moins lyriques que ses travaux passés. De plus, contrastant avec son ardent nationalisme d'antan, ils sont étouffés et même parfois sceptiques. Ils parlent de doutes, plutôt que de certitudes, un doute souvent renforcé par une minimisation rythmique, comme dans ces courts vers inégaux extraits de « Recollections » :
Though you remain

Convinced

To be alive

You must have somewhere

To go

Your destination remains

Elusive.
Soit en français :
Bien que tu restes

Convaincu

D'être en vie

Tu dois avoir quelque part

Où aller

Ta destination reste

Évasive.
Sa femme, Baleka Mbete-Kgositsile est maintenant[Quand ?] l'une des dirigeantes de l'ANC et également un membre du parlement. Sa fille, Ipeleng (issue d'un mariage précédent avec Melba Johnson Kgositsile) est journaliste et écrivaine de fiction. Elle a écrit pour les magazinesVibe et Essence. Keorapetse Kgositsile est retourné plusieurs fois aux États-Unis, dont une fois en tant qu'intervenant extérieur à la New School. Il a été membre de l'équipe éditoriale du journal This Day de Johannesbourg. Son fils Thebe Kgositsile qu'il a eu avec Cheryl Harris, une citoyenne américaine professeur en faculté de droit à UCLA, est un célèbre rappeur aux États-Unis connu sous le nom d'Earl Sweatshirt. Il est considéré comme l'un des meilleurs lyricistes dans l'industrie du rap.

## Ouvrages

### Recueils de poèmes
- Spirits Unchained. Detroit: Broadside, 1969.
- For Melba. Chicago: Third World, 1970.
- My Name is Afrika. New York: Doubleday, 1971.
- Places and Bloodstains: Notes for Ipeleng. Oakland, California: Achebe Publications, 1975.
- The Present is a Dangerous Place to Live. Chicago: Third World, 1975. 2e ed. 1993.
- When the Clouds Clear. Johannesburg: Congress of South African Writers, 1990.
- To the Bitter End. Chicago: Third World, 1995.
- If I Could Sing: Selected Poems. Roggebaai, South Africa: Kwela and Plumstead, South Africa: Snailpress, 2002.
- This Way I Salute You. Cape Town: Kwela and Snailpress, 2004.

### Autres livres
- The Word Is Here: Poetry from Modern Africa. New York: Anchor, 1973.
- Approaches to Poetry Writing. Chicago: Third World, 1994.